# St. Cäcilie (Gehrenrode)

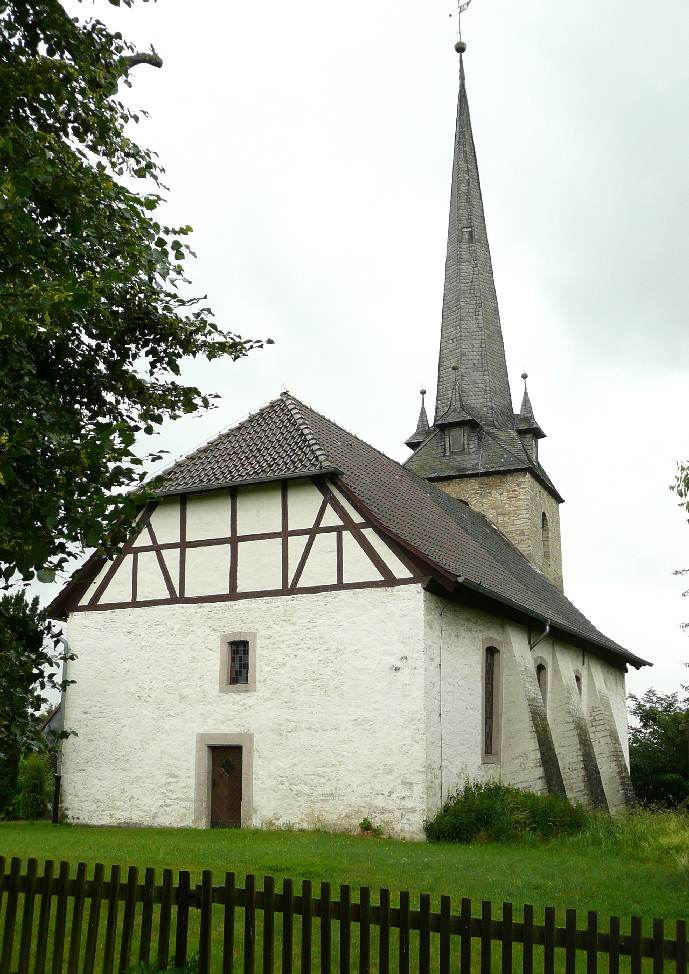
St. Cäcilie

Die evangelisch-lutherische, denkmalgeschützte Kirche St. Cäcilie in Gehrenrode, einem Stadtteil der Stadt Bad Gandersheim im Landkreis Northeim von Niedersachsen. Die Kirchengemeinde gehört zu der Propstei Gandersheim-Seesen in der  Evangelisch-Lutherischen Landeskirche in Braunschweig.

## Beschreibung
Die Saalkirche wurde im Kern im 17. Jahrhundert erbaut. Ihr Erscheinungsbild wird jedoch durch die Erneuerung von 1753 bestimmt. Das mit Strebepfeilern gestützte Kirchenschiff ist mit einem abgewalmten Satteldach bedeckt. Der Kirchturm wurde 1876 mit einem schiefergedeckten Helm mit Wichhäuschen bedeckt. 
Der mit einer hölzernen, segmentbogigen Tonnengewölbe überspannte Innenraum hat Emporen an drei Seiten. In die barocke Rückwand des Altars wurde nachträglich eine einfache Kanzel im Stil der Renaissance eingefügt. Carl Friedrich Zuberbier hat die erste Orgel 1801 gebaut. Sie wurde 1895 abgebrochen und durch eine Orgel von Pius Furtwängler ersetzt. Diese Orgel wurde wiederum 1995 durch ein Werk von Werner Bosch Orgelbau ersetzt.